# 木山義朗
木山 義朗（きやま よしろう）は、日本の弁護士。鹿児島大学大学院司法政策研究科教授や、日本弁護士連合会副会長を務めた。

## 人物・経歴
鹿児島県出身。九州大学法学部卒業。1981年最高裁判所司法研修所司法修習生。1983年弁護士登録。1985年木山法律事務所所長。2003年鹿児島県犯罪被害者等連絡協議会会長。2004年鹿児島大学大学院司法政策研究科教授。2005年鹿児島県弁護士会会長、日本弁護士連合会常務理事。2019年から日本弁護士連合会副会長を務め、倒産法制や、犯罪被害者支援などを担当した。2022年、旭日中綬章受章。